# Acacia cana
Acacia cana é uma espécie de leguminosa do gênero Acacia, pertencente à família Fabaceae.